# Dupuya haraka
Dupuya haraka là một loài thực vật có hoa trong họ Đậu. Loài này được (Capuron) J.H. Kirkbr. mô tả khoa học đầu tiên năm 2005.